# The Grass Is Green
The Grass Is Green è l'ultimo singolo estratto dal secondo album della cantante canadese Nelly Furtado, Folklore.
La canzone è stata pubblicata solamente in Germania e non ne è stato realizzato nessun video musicale.

## Classifiche
| Classifica (2005) | Posizione massima |
| ----------------- | ----------------- |
| Germania          | 65                |